# Londýnský přístav
Londýnský přístav (anglicky London Docklands) se nachází ve východním a jihovýchodním Londýně, ve čtvrtích Southwark, Tower Hamlets, Lewisham, Newham a Greenwich.

## Historie
Ve středověku a době římské kotvily lodě připlouvající do Londýna na malých nábřežích v oblasti Southwark, známé jako Pool of London. Místo neposkytovalo žádnou ochranu před živly a nájezdy zlodějů, lodě tu také trpěly nedostatkem místa. Proto byl navržen Howland Great Dock v Rotherhithe (postavený v roce 1696, později tvořil jádro komerčních doků Surrey), který řešil  problémy s nedostatkem místa, poskytoval velké, bezpečné a kryté ukotvení pro 120 velkých plavidel.
K dvoufázové expanzi došlo během georgianské a viktoriánské éry.
V první fázi přístav expandoval do čtvrtí západní Indie (otevřená v roce 1802), východní Indie (1805), Surrey (1807), Regent's Canal Dock (1820) a St. Katharine (1828). Ve druhé fázi dále na východ, Royal Victoria (1855), Millwall (1868), Royal Albert (1880), King George V Dock (1921). 
Mokré doky byly místo, kde lodě kotvily, nakládaly nebo vykládaly. Suché doky, které byly mnohem menší, sloužily k opravě lodí.
Lodě byly stavěny v loděnicích podél řeky Temže. Řeka byla lemována nespočtem skladů, mol a kotvišť. Různé doky se specializovaly na různé produkty: Surrey na dřevo; Millwall na obilí; St. Katharine na vlnu, cukr a gumu.
Londýnský přístav, v té době vyžadoval celou armádu dělníků, speciálně těch, co se nazývali „lightermen“ (nosili náklad z malých člunů, zvaných lighters, mezi loděmi a nábřežím) a dělníků, kteří od nich na břehu zboží přebírali. Někteří z dělníků byli vysoce kvalifikovaní: lightermens měli svůj vlastní spolek, na rozdíl od dělníků, kteří nosili dřevo. Ti byli známí svými akrobatickými dovednostmi, většina z nich však byla nekvalifikovaná a pracovala, jako příležitostná síla. Nosiči dřeva se každé ráno shromažďovali na určitých místech, jako jsou hospody, kde byli náhodně vybíráni vedoucími na práci. Toto uspořádání pokračovalo, až do konce roku 1965, i když po vytvoření Národního schématu práce v docích, roku 1947, bylo regulováno.
Přístav byl postaven a spravován řadou konkurenčních soukromých společností. Sloučeny byly od roku 1909, úřadem Port of London Authority (PLA), ve snaze zefektivnit a zlepšit pracovní vztahy. PLA postavil poslední dok, King George V (1921), také rozšířil doky v Tilbury.

### Druhá světová válka
Za druhé světové války se přístav stal terčem nepřátelského bombardování. Doky Surrey a Wapping, na východním konci Londýna, byly zničeny dne 7. září 1940. V doku Surrey bylo za jednu noc zničeno 380 000 tun dřeva.

### Druhá polovina 20. století
V letech 1960 až 1970, námořní průmysl přijal nově vynalezený kontejnerový systém nákladní dopravy. Londýnské doky nedokázaly pojmout mnohem větší plavidla, potřebná pro kontejnerizaci a lodní průmysl se přesunul do hlubinných přístavů, v Tilbury a Felixstowe. 

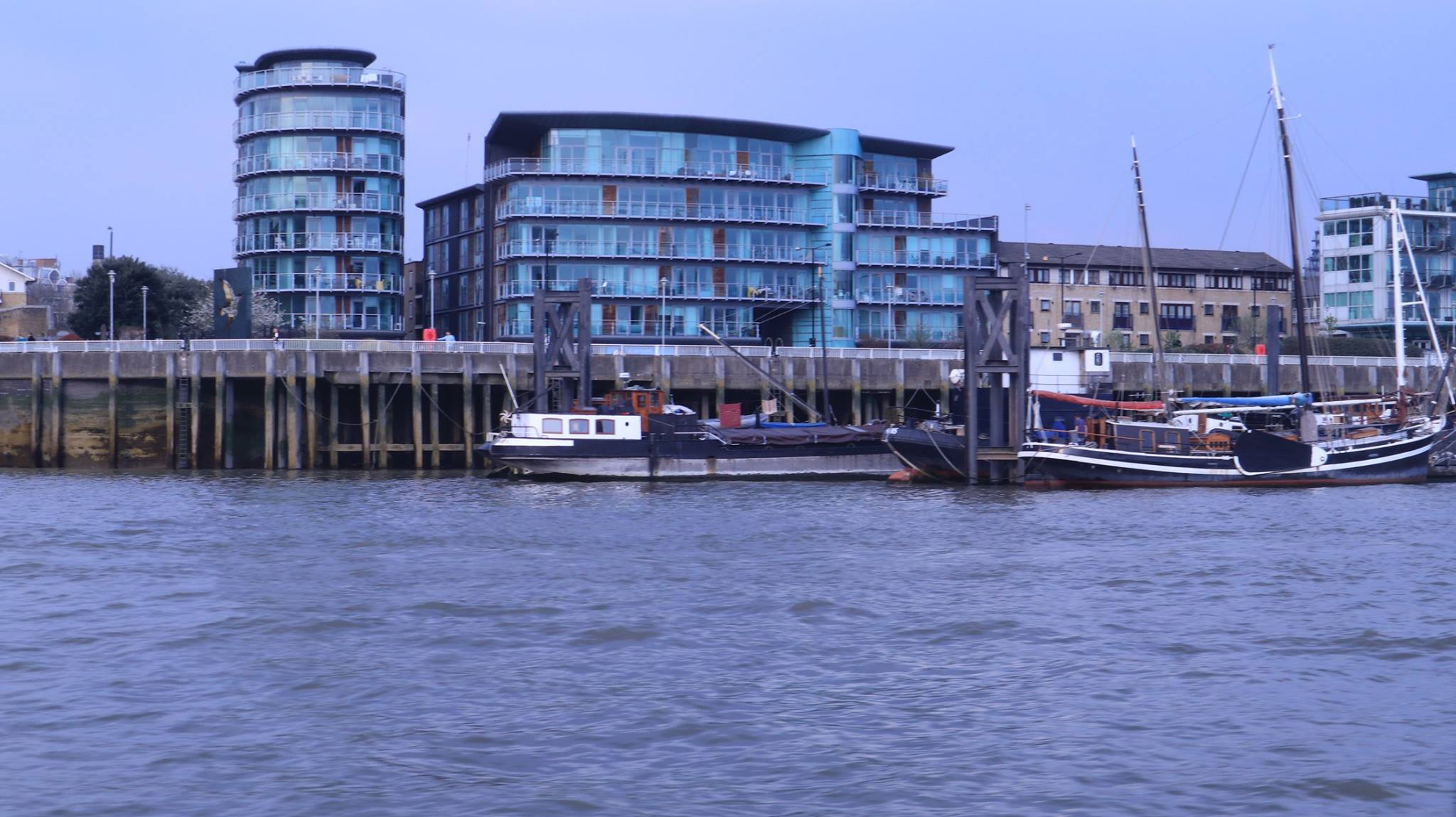
Londýnský přístav na několika místech stále slouží svému účelu, avšak jen pro menší lodě

V letech 1960 až 1980 byly všechny londýnské doky uzavřeny a ve východním Londýně zůstalo asi 21 km² opuštěné půdy, vysoká nezaměstnanost a chudoba.
Nejvýznamnějším rozvojovým programem této transformace, byl ambiciózní projekt Canary Wharf (v té době byla postavena nejvyšší britská budova a druhé hlavní finanční centrum v Londýně).
Majetkový propad na počátku 90. let zastavil jeho další vývoj.
Londýnský přístav měl špatné dopravní spojení s vlastním Londýnem. Společnost London Docklands Development Corporation (LDDC) jej spojila s městem konstrukcí lehké železnice. Podle dopravní společnosti Transport for London, vlastníka projektu, to byla pozoruhodně levná výstavba, v její první fázi stála pouhých 77 milionů liber, protože se spoléhala na opětovné použití nevyužité železniční infrastruktury. 
Společnost LDDC také postavila tunel Limehouse Link, oříznutý a zakrytý silniční tunel, spojující přístav s dálnicí A1203, za cenu přes 150 milionů liber za kilometr, což je jeden z nejdražších úseků dálnice, který byl kdy postaven,   přispěla k rozvoji letiště London City (IATA kód letiště LCY, London City Airport), které bylo otevřeno v říjnu 1987, na místě královských doků Royal Docks.
Londýnský přístav byl propojen s londýnským metrem na lince Jubilee Line v roce 1999; spojuje Rotherhithe / Surrey Quays, Canary Wharf, Greenwich, North Greenwich, Royal Docks a Canning Town. Železnice spojující přístav s centrem Londýna, byla rozšířena v roce 1994, z oblasti Royal Docks. Trasa z Isle of Dogs, byla rozšířena dále na jih v roce 1999, ke Greenwichskému centru – včetně muzea Cutty Sark a čtvrtí Deptford a Lewisham. V roce 2005 byla z Canning Townu otevřena nová trasa, včetně stanice London City Airport. Poté byla v roce 2009 dále rozšířena na Woolwich Arsenal.
V oblasti londýnského Docklandu jsou navrhovány a realizovány další rozvojové projekty, jako například:
- Rozšíření železnice o stanici v Dagenham a expansi mezi centrem Londýna a letištěm Heathrow.
- Sanace pánve Blackwall a Wood Wharf, východně od Canary Wharf.
- Nové mrakodrapy v Canary Wharf, včetně věží Riverside South a mrakodrapu Heron Quays West.

Na počátku 21. století se přestavba rozšířila do předměstských částí východního a jihovýchodního Londýna a krajů Kent a Essex, které přiléhají k ústí řeky Temže. 
Autobusové trasy, které spojují přístav s obstaními částmi Londýna, jsou označeny písmenem D; všechny jsou v provozu na severním břehu řeky Temže, jako součást londýnské autobusové sítě. Síť D byla vyvinuta v raných fázích obnovy Docklandu; jak se doprava rychle zlepšovala napříč východním Londýnem, potřeba autobusových linek s označením D se snížila. Dnes zbývají pouze čtyři, na trase Hamlets, Newham a Hackneye. Společnost Docklands Buses provozuje všechny trasy, kromě trasy D3, kterou provozuje Stagecoach London.
Populace londýnského přístavu se během posledních 30 let více než zdvojnásobila, a tato oblast se stala hlavním obchodním centrem.

## Současnost
Název „London Docklands“ poprvé použili ve vládní zprávě o plánech obnovy v roce 1971 a od té doby byl všeobecně přijat. Přestavba vedla ke konfliktu mezi novými a starými komunitami v oblasti.
Situace byla komplikována velkým počtem vlastníků půdy: PLA, Greater London Council (GLC), British Gas Corporation, pět městských zastupitelstev, British Rail a Ústřední rada pro výrobu elektřiny. V roce 1981, vyřešil tento problém, státní tajemník pro životní prostředí Michael Heseltine vytvořením London Docklands Development Corporation (LDDC). Jednalo se o statutární orgán jmenovaný a financovaný ústřední vládou, s rozsáhlými pravomocemi získávat a zbavovat se půdy v bývalých docích. Sloužil také jako orgán pro plánování rozvoje oblasti.
Dalším důležitým vládním zásahem bylo vyčlenění podnikatelské zóny v roce 1982, oblasti, ve které byly podniky osvobozeny od daně z nemovitostí a měly další výhody, včetně kapitálových příspěvků. 

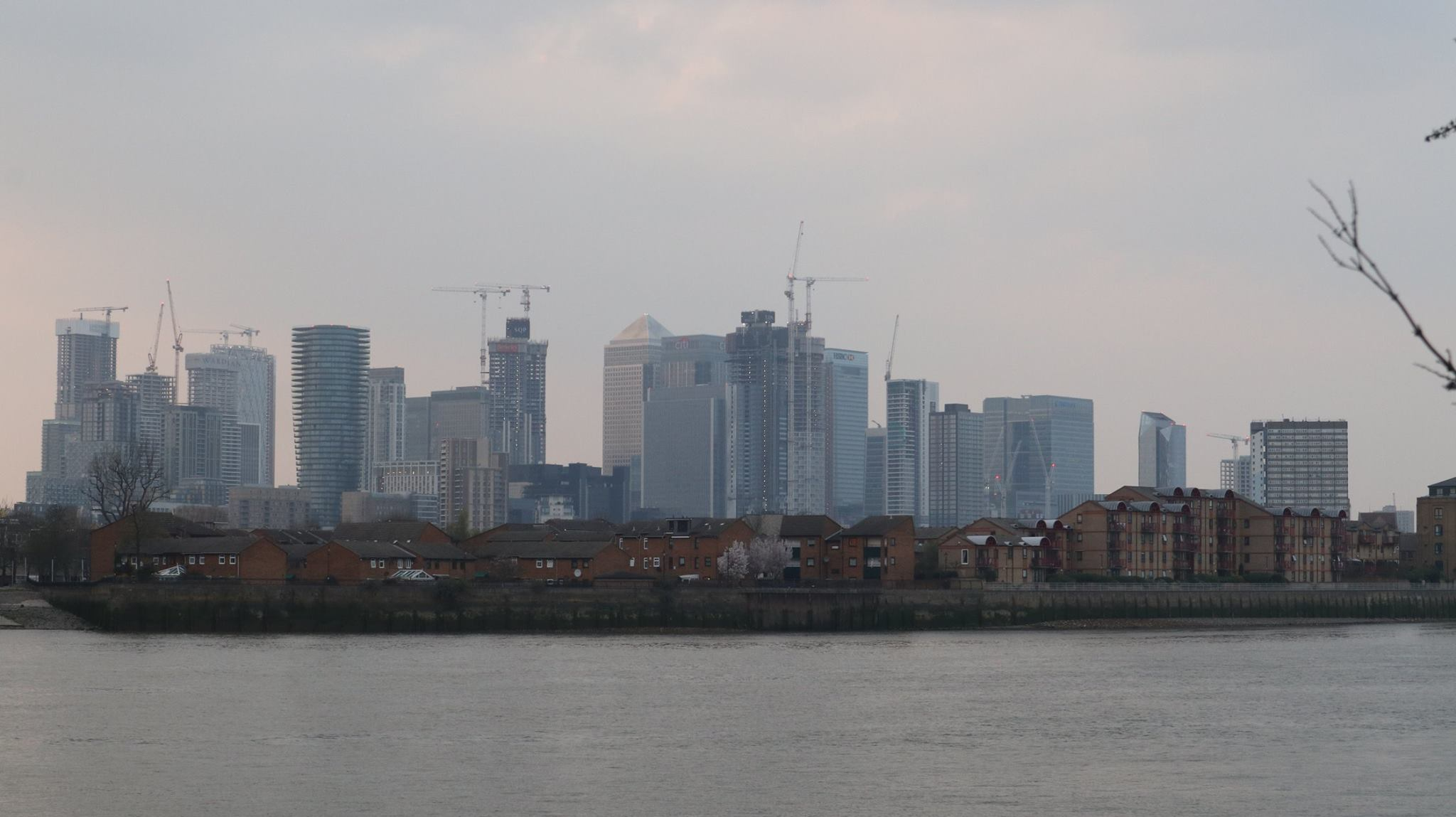
Komunita vlastnící starou zástavbu londýnského přístavu se mnohdy cítí utlačována moderním sídlištěm

Společnost LDDC byla obviněna z upřednostňování elitářské luxusní výstavby, na úkor dostupného bydlení. Po jejím zrušení v roce 1998, kontrola oblasti připadla příslušným místním úřadům. 

### Lanová dráha

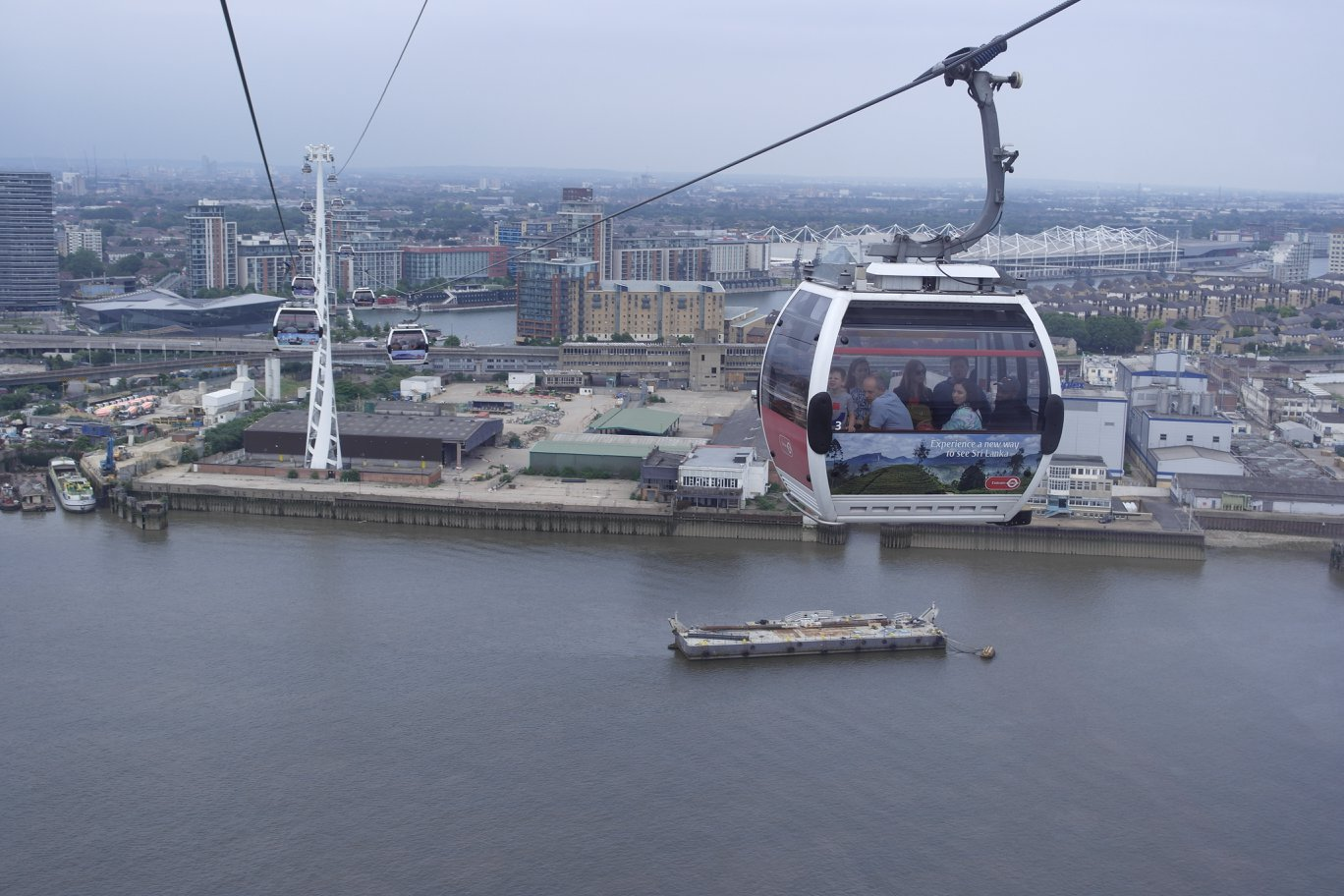
Lanovku spojující dva břehy řeky Temže lidé využívají jako městskou hromadnou dopravu

Mezi Královským přístavem a Greenwich Peninsulou, spojuje oba břehy řeky Temže lanová dráha. Mnozí lidé jí využívají, jako další součást městské hromadné dopravy. Na lanovce se můžete svézt se stejnou průkazkou, která platí i v metru a autobuse.
Většina starých přístavišť a skladů byla zbořena, některé restaurovány a přeměněny na byty. Doky zůstaly zachovány a nyní se používají jako přístavy nebo centra vodních sportů.
Sanace přístavu měla některé méně prospěšné aspekty. Luxusní byty byly postavené vedle zchátralých veřejných sídlišť. Masivní růst cen domů vedl k třenicím mezi novými příchozími a starými komunitami.

## Teroristický útok
V roce 1992 se londýnský přístav stal terčem teroristického útoku. Po neúspěšném pokusu bombardování Canary Wharf v roce 1992, explodovala v South Quay, 9. února 1996 velká bomba IRA (Irské republikánské armády). Při explozi zemřeli dva lidé, zraněno bylo čtyřicet lidí a odhadovaná škoda ve výši 150 milionů liber. Toto bombardování ukončilo až příměří mezi IRA a Velkou Británií.  James McArdle byl uvězněn na 25 let, po soudním řízení u Woolwichského korunního soudu, který skončil dne 24. června 1998. Podle podmínek dohody a královské výsady milosti, oficiálně podepsané královnou Alžbětou II,  byl McArdle propuštěn 28. června 2000.

## Přístavní noviny
Londýnský přístav má své vlastní noviny, s názvem Docklands, poprvé vydané v roce 2006 společností Archant London, která odkoupila redakci Docklands News, bývalých novin společnosti LDDC, dnes jsou ve vlastnictví Ivy Communications. Roznášková služba je každý týden dodává do schránek jednotlivých budov, nebo jsou k vyzvednutí zdarma, na několika označených místech.
Kromě novin má londýnský přístav i svůj vlastní symfonický orchestr – Docklands Sinfonia, který byl založen v lednu 2009 a sídlí v Limehouse v St Anne. 